# Kazimierz Ligęza
Kazimierz Ligęza z Bobrku herbu Półkozic – chorąży zatorsko oświęcimski w 1687 roku.
Poseł sejmiku opatowskiego na sejm 1677 roku, sejm zwyczajny 1688 roku, poseł sejmiku czernihowskiego na sejm 1683 roku.